# Helicobasidium
Helicobasidium es un género de hongos en la familia Helicobasidiaceae.

## Especies

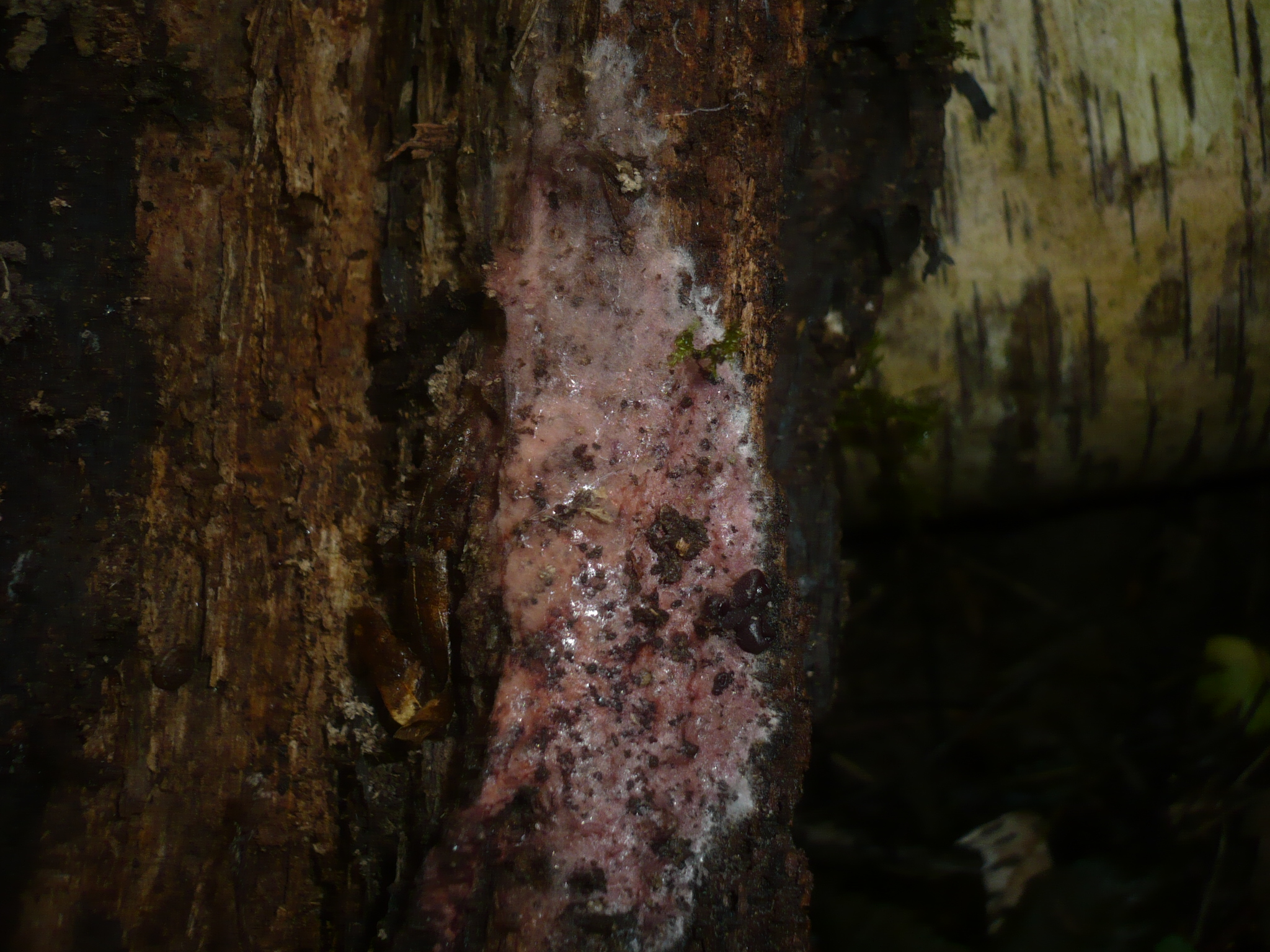
Helicobasidium purpureum

- Helicobasidium albicans
- Helicobasidium anomalum
- Helicobasidium arboreum
- Helicobasidium candidum
- Helicobasidium cirratum
- Helicobasidium cirrhatum
- Helicobasidium compactum
- Helicobasidium corticioides
- Helicobasidium filicinum
- Helicobasidium hemispira
- Helicobasidium holospirum
- Helicobasidium hypochnoides
- Helicobasidium inconspicuum
- Helicobasidium incrustans
- Helicobasidium killermannii
- Helicobasidium longisporum
- Helicobasidium peckii
- Helicobasidium purpureum
- Helicobasidium smilacinum
- Helicobasidium tanakae